# Исполкомская улица (Санкт-Петербург)

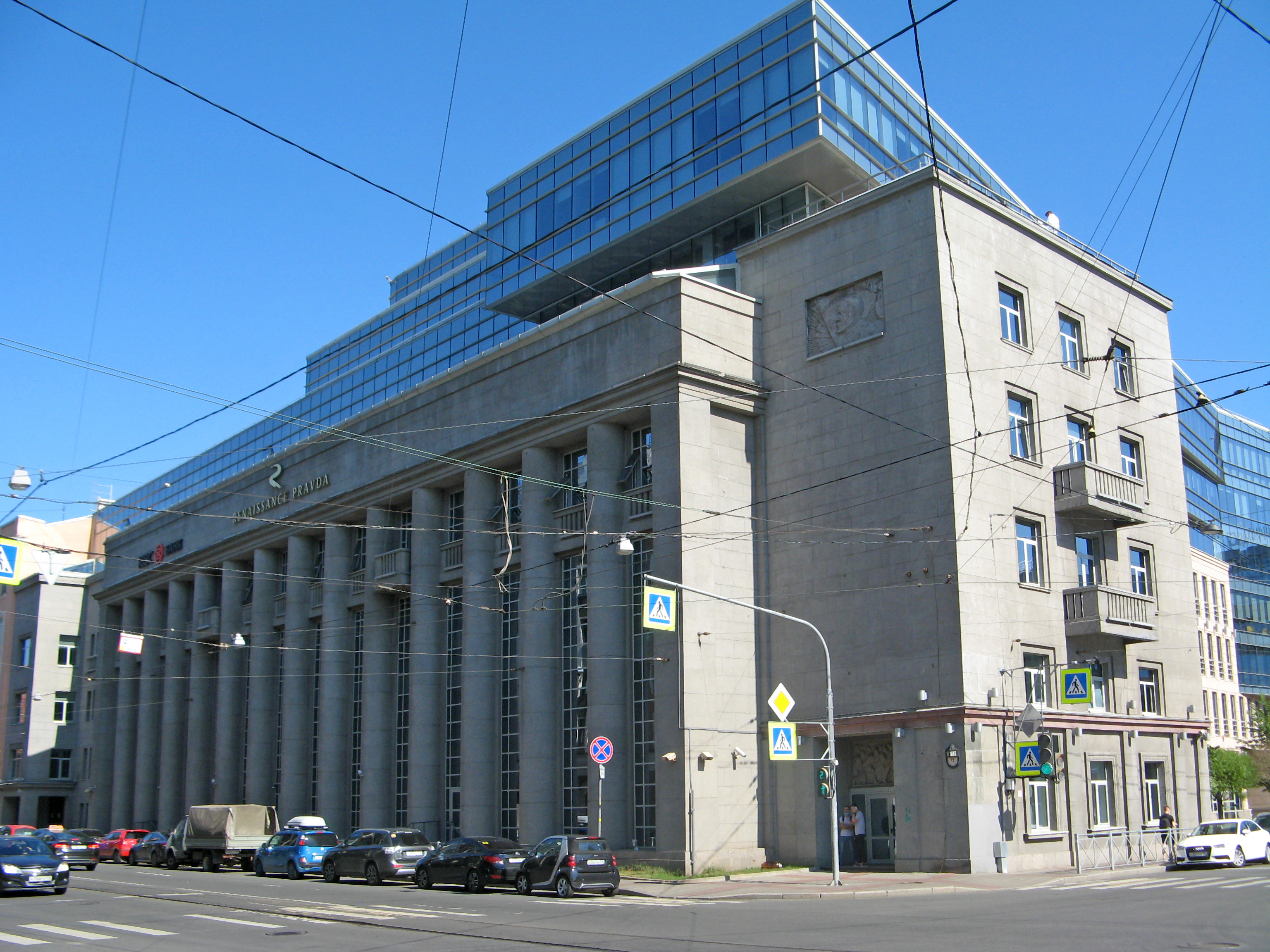
Здание издательства и типографии Ленинградского отделения газеты «Правда»

Исполко́мская у́лица — улица в Центральном районе Санкт-Петербурга. Проходит от Невского проспекта до проспекта Бакунина. Далее продолжается Новгородской улицей.

## История переименований
- Новая улица с 1836 по 1857 год
- Ивановская улица с 1860 года по 16 (28) апреля 1887 года
- Консисторская улица с 16 (28) апреля 1887 года по 6 октября 1923 года
- Исполкомская улица с 6 октября 1923 года по настоящий момент

## Дома и достопримечательности
Жирным выделены дома, внесённые в список объектов, представляющих историческую, научную, художественную или иную культурную ценность.
- Дом № 2 — построен в 1897—1898 годах, доходный дом В. М. Давыдова, архитектор П. Ю. Сюзор[1].
- Дом № 4—6 — строительство закончилось в 2006 году[2].
- Дом № 5 — дом В. П. Кончиелова, построен в 1910—1911 годах по проекту К. Н. Рошефора[3][4][5].
- Дом № 7/9, квартира 11 — галерея Артус, существовала с февраля 1989 до 1994 года[6].
- Дом № 13 — бывший памятник культуры (дом, где в конце XIX века жил революционер Г. М. Кржижановский), исключён из состава памятников федерального и местного значения приказом президента РФ от 5 мая 1997 года[7].
- Дом № 14 — построен в 1933—1934 годах по проекту Д. П. Бурышкина, бывшее здание издательства и типографии Ленинградского отделения газеты «Правда».
- Дом № 16 — комитет по транспорту г. Санкт-Петербурга, СПб ГКУ «Организатор перевозок»

## Пересекает или граничит
- Невский проспект
- Конная улица
- Херсонская улица
- проспект Бакунина